# Ribes catamarcanum
Ribes catamarcanum är en ripsväxtart som beskrevs av Jancsewski. Ribes catamarcanum ingår i släktet ripsar, och familjen ripsväxter. Inga underarter finns listade i Catalogue of Life.